# فاليري جيروم
فاليري جيروم هي عداءة سريعة كندية، ولدت في 28 أبريل 1944 في St. Boniface, Winnipeg ‏ في كندا.

## وصلات خارجية
- فاليري جيروم على موقع أوليمبيديا (الإنجليزية)